# Scinax flavidus
Scinax flavidus és una espècie de granota que es troba a Colòmbia i Veneçuela.